# Camacha
Camacha é uma vila portuguesa e sede da Freguesia da Camacha, do Município de Santa Cruz, freguesia com 19,58 km² de área e 6239 habitantes (censo de 2021), tendo, por isso, uma densidade populacional de 318,6 hab./km².
Localiza-se a uma latitude 32.7 (32° 42') Norte e a uma longitude 16,84 (16° 49' 20") Oeste, estando a uma altitude de aproximadamente 700 metros. Camacha tem uma estrada que liga Funchal e Santo António da Serra. A atividade principal é a agricultura. Situada no interior da Ilha da Madeira, possui uma área montanhosa a norte.
As terras da Camacha constituíam as serras da freguesia do Caniço que à medida foram sendo povoadas levaram à sua separação. Foi o alvará régio de D. Pedro II, de 28 de Dezembro de 1676, que autorizou o bispo diocesano D. Frei António Teles da Silva a criar esta freguesia sediada numa ermida construída por Francisco Gonçalves Salgado que a ofereceu ao rei para esse efeito. O processo ficou concluído em 1680, porém no início do século XVIII a Camacha perdeu esse estatuto tendo sido, temporariamente, reintegrada na paróquia do Caniço. Em 1738 recuperou o estatuto de freguesia.
A principal povoação e sede da freguesia, Camacha, foi elevada à categoria de vila em 1994.
É conhecida por lá ter acontecido o primeiro jogo de futebol em Portugal, em 1875[carece de fontes?].

## Demografia
A população registada nos censos foi:
| Distribuição da População por Grupos Etários | Distribuição da População por Grupos Etários | Distribuição da População por Grupos Etários | Distribuição da População por Grupos Etários | Distribuição da População por Grupos Etários |
| -------------------------------------------- | -------------------------------------------- | -------------------------------------------- | -------------------------------------------- | -------------------------------------------- |
| Ano                                          | 0-14 Anos                                    | 15-24 Anos                                   | 25-64 Anos                                   | > 65 Anos                                    |
| 2001                                         | 1755                                         | 1432                                         | 4005                                         | 799                                          |
| 2011                                         | 1186                                         | 1116                                         | 4232                                         | 915                                          |
| 2021                                         | 703                                          | 732                                          | 3650                                         | 1154                                         |

## Folclore
A Camacha é particularmente conhecida pelo seu folclore, contando com sete coletividades folclóricas, que para além de bailar e cantar, animam também as festas e dinamizam atividades extra neste Concelho de Santa Cruz.
Grupo Folclórico da Casa do Povo da Camacha, Grupo de Folclore do Rochão, Romarias Antigas do Rochão, Grupo de Romarias e Tradições da Camacha, Associação Cultural da Camacha (Grupo Infantil e Grupo Juvenil) e Grupo Folclórico da Boa Esperança.

## Património

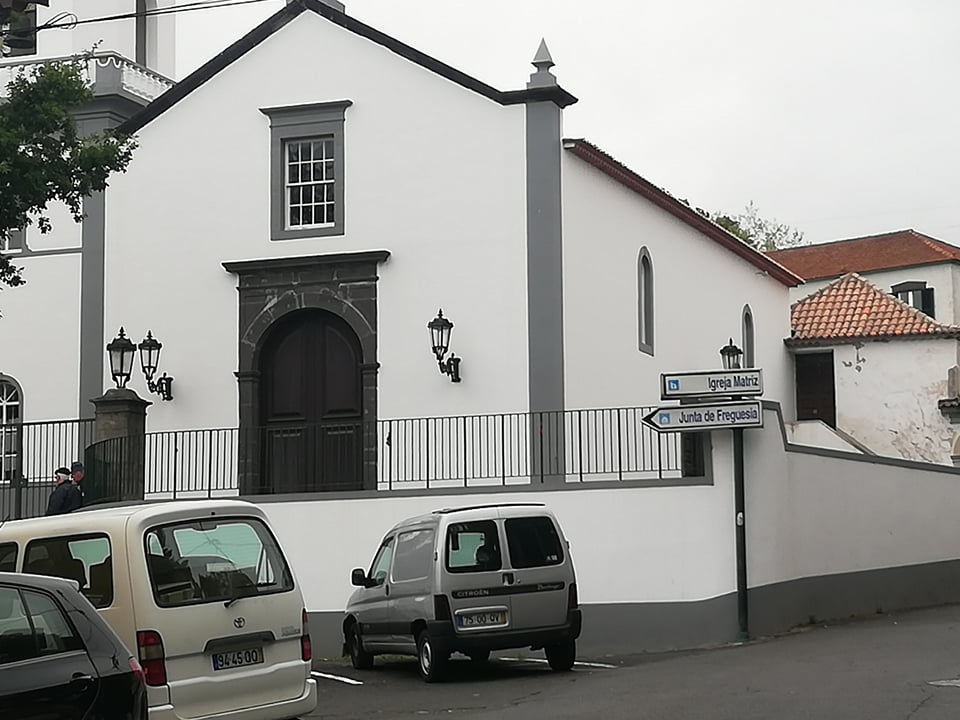
Igreja Matriz da Camacha

Na Camacha existem quatro monumentos principais; a Igreja Matriz da Camacha, a Igreja Paroquial da Camacha, A Igreja do Rochão e a Capela de São José.
A Igreja Matriz da Camacha, apresenta uma arquitetura religiosa, barroca e neoclássica. A igreja, foi objeto de reconstrução e é considerada Imóvel de Interesse Municipal.
A Igreja Matriz da Camacha foi construída nos finais do século XVIII por provisão do Erário Régio outorgada pela rainha D. Maria I em resposta a um pedido da população apresentado pela Junta da Real Fazenda. Foi construída no mesmo local da Ermida de S. Lourenço erigida por Francisco Gonçalves Salgado no final do século XVII.
No interior existe um retábulo barroco de estilo joanino e um revivalista neobarroco. Existem também azulejos neoclássicos envolvendo o arco triunfal neoclássico e pinturas, no teto da nave, do início do século XX.  No poente existe uma torre sineira e duas capelas laterais. Estas capelas foram construídas no início do século XX.

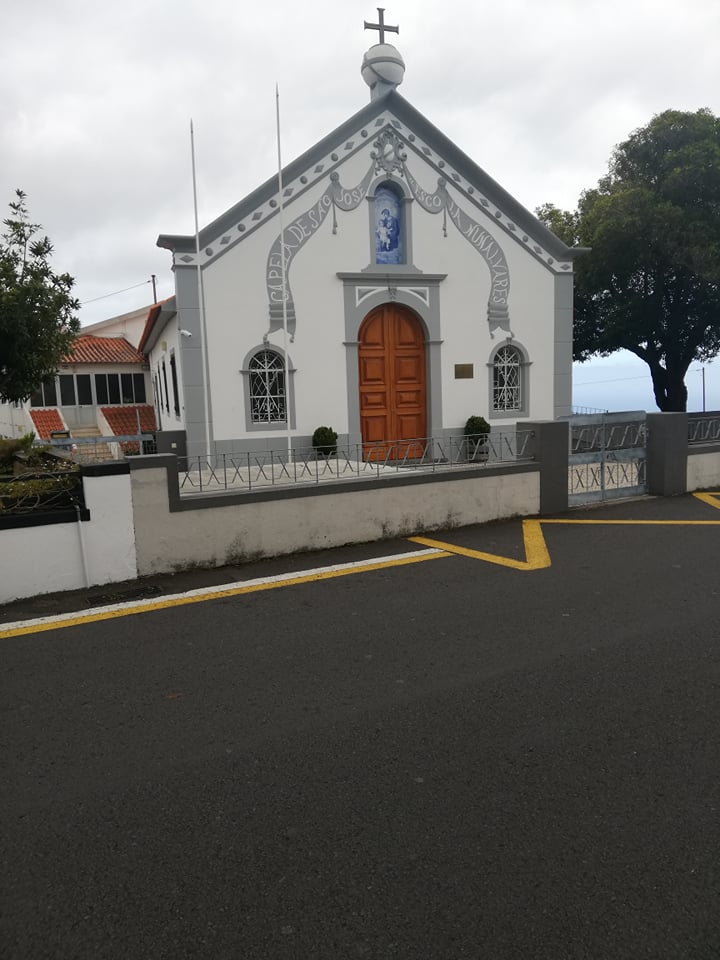
Capela de São José

A Igreja Paroquial da Camacha foi inaugurada a 10 de agosto de 1997 pelo Bispo da Diocese do Funchal, D. Teodoro de Faria e pelo Pároco, João Ferreira e é dedicada a São Lourenço, o orago da freguesia. A Igreja apresenta uma arquitetura moderna cujo exterior parece uma tenda. Os sete pilares presentes no centro do altar lembram os sete sacramentos instituídos por Cristo.
A Paróquia do Rochão foi inaugurada em 1961, pelo Bispo Diocesano D. David de Sousa e tem como orago Nossa Senhora do Carmo. Tem como objetivo permitir os fiéis um acesso mais fácil e rápido à Igreja e melhor participação na vida da comunidade.
A Capela de São José da Camacha foi construída em 1922, em mandado de Abel Ferreira de Nóbrega, e a sua inauguração foi dia 19 de março de 1924. Atualmente está a cargo das Irmãs Franciscanas de Nossa Senhora das Vitórias. Possui um belo altar-mor e está muito bem conservada. É considerada Património da Região Autónoma da Madeira.
O largo Conselheiro Aires de Ornelas, mais conhecido como Largo da Achada, é a porta de entrada da vila da Camacha. Esta zona é rodeado de árvores, possui jardins e um parque infantil. Foi em 1875 que no Largo da Achada se jogou futebol pela primeira vez em Portugal. O jovem Harry Hinton, que era britânico introduziu este jogo. Foi na Quinta do seu pai que ele explicou aos amigos as regras do jogo. A bola trouxe ele de Inglaterra. A partir daí a rapaziada de então alastrou por toda a parte o novo jogo. Este largo é rodeado de cafés, esplanadas, a Casa do Povo, a igreja e outros espaços de comércio e históricos.
Camacha está assinalada na história da Madeira como o primeiro local onde se jogou futebol em Portugal, em 1875, quando um estudante britânico residente na Madeira, Harry Hinton, introduziu esta prática desportiva.
A Camacha tem inúmeras veredas. Estas veredas dão muito jeito as pessoas que não possuem carro, que podem cortar caminho no regresso ou a sair de casa. Ainda por cima grande parte das pessoas idosas não possuem carro, ou algum meio para se transportar. A nível turístico estas veredas também são relevantes, porque caminhar nestas veredas é estar a apreciar a beleza da natureza desta freguesia.As veredas que vou mencionar são:
• Vereda da Achadinha
• Vereda do cabeço das Faias
• Vereda da Achada
• Vereda dos Casais de Além
• Vereda da Quinta
• Vereda da Eira
• Levada dos Tornos

## Sítios
Os  Sítios da Camacha são a designação toponímica dos diferentes aglomerados de população dentro dos seus limites geográficos.
Sítio da Igreja | Sítio do Rochão | Sítio do Ribeiro Serrão | Sítio da Achadinha | Sítio dos Casais d'Além | Sítio do Vale Paraíso | Sítio do Ribeiro Fernando | Sítio da Nogueira | Sítio dos Salgados | Sítio da Ribeirinha

## Elevações montanhosas
- Pico das Abóboras
- Pico da Silva - Atinge 1111 m e fica no extremo oeste, acima do Vale Paraíso . Foi o local escolhido para em 1972 ser instalado o emissor da RTP Madeira que iniciou o seu funcionamento a 6 de agosto desse ano. Para tal foi edificado um edifício para albergar os equipamentos e uma torre com 75 m.